# Unione per il Perù
L'Unione per il Perù (Spagnolo: Unión por el Perú o UPP) è un partito politico peruviano fondato dall'ex Segretario generale delle Nazioni Unite, Javier Pérez de Cuéllar, per partecipare alle elezioni presidenziali del 1995 in cui il Presidente in carica Alberto Fujimori cercava la rielezione e che ottenne grazie all'alta popolarità di cui godeva.
Inizialmente l'UPP era una coalizione di partiti di diversa ideologia politica ma si era presentato all'elettorato con un programma centrista e di centrosinistra. Dopo la sconfitta del candidato contro il 64% di Fujimori, l'UPP si è trasformato in un partito politico a tutti gli effetti e si è posto all'opposizione del governo populista di Fujimori assieme all'APRA, Partito Popolare Cristiano ed Azione Popolare.
Alle elezioni generali del 2000, caratterizzate da brogli, l'UPP ha ottenuto poco più dell'1% alla pari del Partido Aprista. Dopo le dimissioni di Fujimori per vari scandali che hanno coinvolto i suoi collaboratori, in particolare Vladimiro Montesinos, l'UPP ha sostenuto il governo di unità nazionale guidato dall'acciopopularista Valentín Paniagua.
Alle elezioni presidenziali del 2001 non ha presentato alcun candidato ma ha partecipato a quelle parlamentari ottenendo il 4,1% su scala nazionale ed ha ottenuto 6 seggi costituendo il gruppo parlamentare Unión por el Perú-Socialdemocracia.
Alle elezioni presidenziali del 2006 ha appoggiato il candidato nazionalista Ollanta Humala perché non ha fatto in tempo a registrare il suo partito, Partido Nacionalista Peruano, all'ONPE, l'ente peruviano elettorale. Alle elezioni ha ottenuto con il suo candidato il 30% dei suffragi al primo turno ed il 47% al ballottaggio contro Alan García dell'APRA. Al Congresso ha ottenuto 45 seggi ed il 21% dei consensi. Non appena il PNP è stato costituito 37 dei 45 deputati eletti passano al nuovo gruppo nazionalista mentre i restanti 8 rimangono nel gruppo UPP.
Nel corso del tempo, tra la metà e la fine del 2010, il partito divenne la principale sede politica del movimento etnocacerista peruviano.